# L'Asino

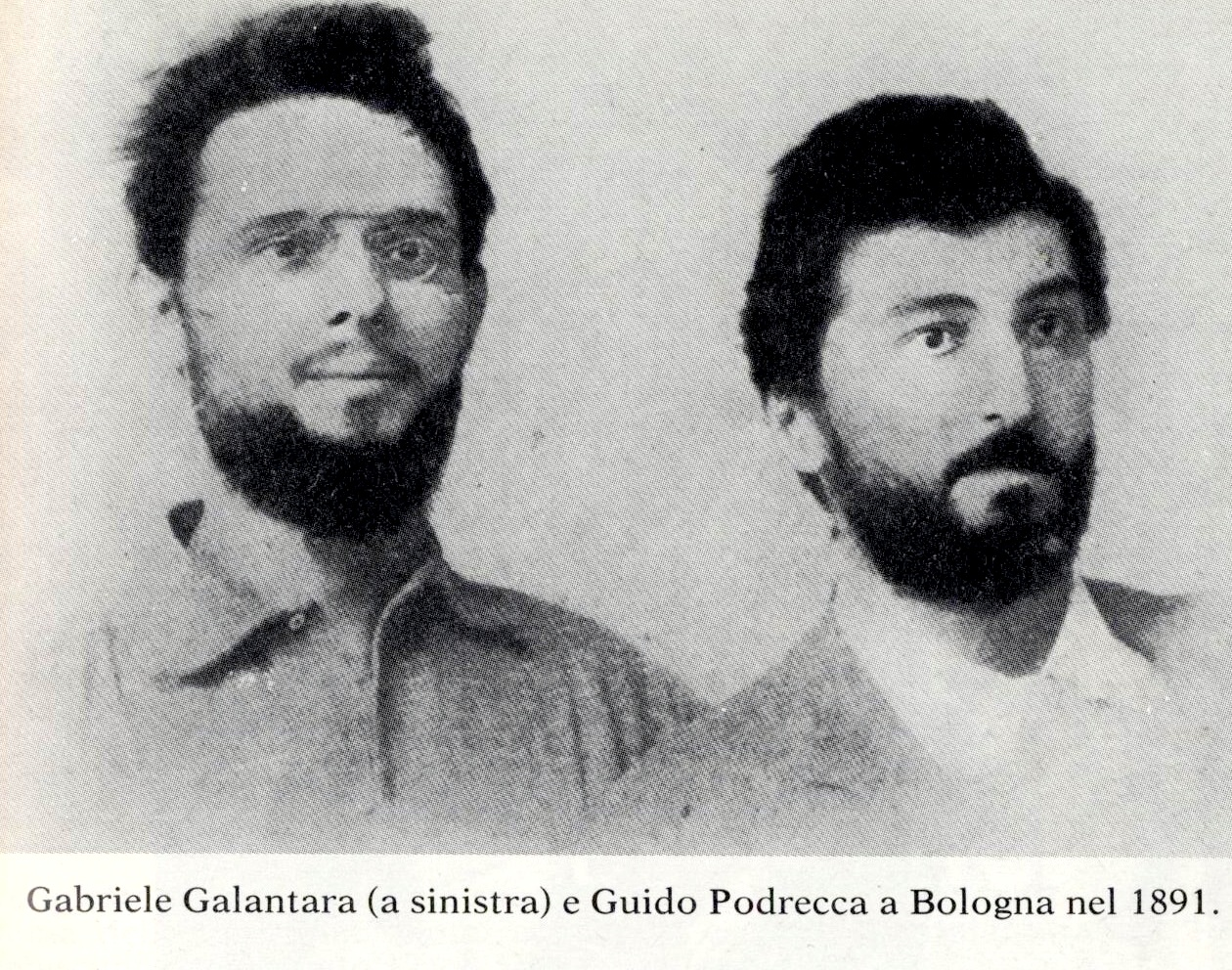
Gabriele Galantara et Guido Podrecca (à droite), à Bologne en 1891.

L'Asino (L'Âne) est un magazine italien de satire politique fondé à Rome le 27 novembre 1892 par Guido Podrecca (1865-1923) et Gabriele Galantara (1867-1937), un ancien étudiant en mathématiques, styliste et dessinateur.
Les deux fondateurs ont un passé militant socialiste. Ils ont pris les pseudonymes de Goliardo (Podrecca) et Ratalanga (Galantara), et avec ces surnoms ils ont signé les articles de l'hebdomadaire. Le titre du magazine est tiré d'une phrase de Francesco Domenico Guerrazzi , qui dit que « l'âne est comme le peuple : utile, patient et bastonné » (en italien : come è il popolo l'asino: utile, paziente e bastonato). Cette phrase est devenue le sous-titre et le slogan de la rédaction,,.

## Le début
Le magazine a immédiatement concentré son attention sur l'effondrement de la Banca Romana en 1893 et le Premier ministre Giovanni Giolitti. Dans un court laps de temps, il atteint une diffusion de 22 000 exemplaires. Au début de 1895, le succès de la revue incite ses deux fondateurs à en faire un quotidien. Le projet se révèle non viable, et en août 1895, le magazine redevient hebdomadaire. En 1897, Podrecca et Galantara sont arrêtés pour propagande subversive et L'Asino doit suspendre la publication pour une courte période.

## L'anticléricalisme

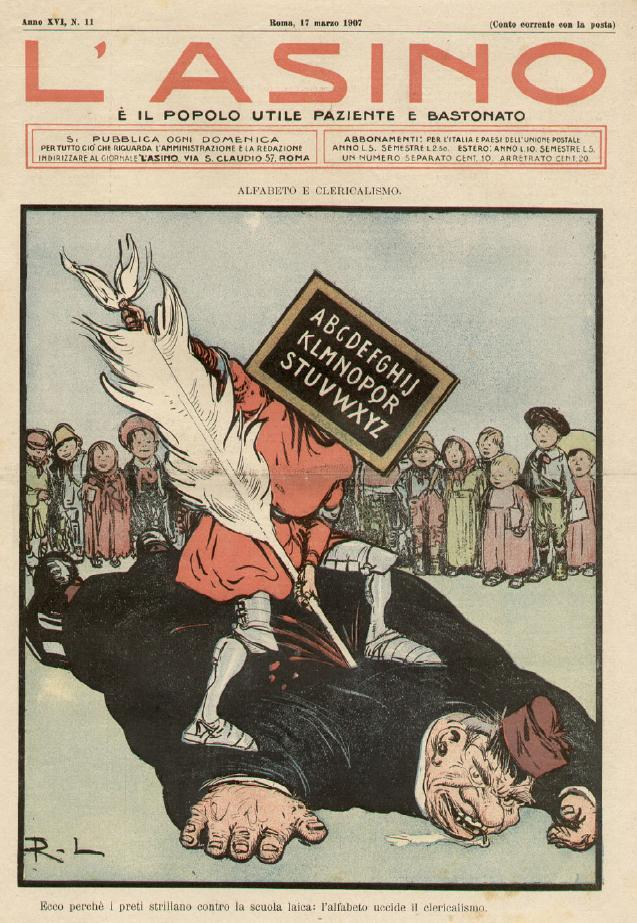
Vignette anticléricale

Après 1901, le magazine attaque l'Église catholique et devient le premier journal anticlérical. En conséquence, le magazine est banni de la Cité du Vatican. En 1904, L'Asino atteint un tirage de 60 000 exemplaires, et en 1912 il atteint les 100 000. La revue est largement diffusée parmi les immigrés italiens aux États-Unis. En 1908, en raison de l'anticléricalisme et allégations pornographiques du journal, le Nonce apostolique de  Washington obtient le blocage de son entrée aux États-Unis . Toutefois, l'interdiction a été contournée par l'impression d'une édition américaine à New York.

## Rupture entre les fondateurs
En 1911, la guerre en Libye  provoque une grave fracture entre Podrecca,  élu en 1909 député pour le Parti socialiste italien et partisan de Leonida Bissolati favorable à la guerre, et Galantara résolument opposé au nom de ses principes. L'Asino ne peut donner de l'espace aux deux tendances antagonistes. Les caricatures de Galantara contre la guerre sont plus efficaces que les articles de Podrecca en sa faveur.
Les deux fondateurs sont pour l'intervention de l'Italie dans la Première Guerre mondiale, mais avec sa position nationaliste, le magazine et ses dessins perdent de leur efficacité.

## Fermeture

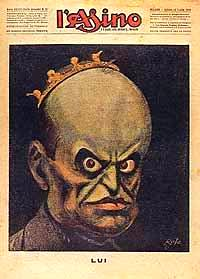
Caricature « Lui » (Mussolini)

La publication est interrompue entre 1918 et 1921, en raison de difficultés techniques et économiques, comme le manque de papier. Alors que Podrecca devient fasciste, Galantara retourne à ses idées socialistes et reprend le magazine en décembre 1921. Les articles sont contre la dictature fasciste de Benito Mussolini. Au printemps de 1925, une loi restreint la liberté de la presse et, après une longue série de menaces, de harcèlement et d'interventions des bandes fascistes dans la salle de rédaction, la publication du journal est arrêtée.
Pour la couverture du dernier numéro de L'Asino, Galantara fait une caricature de Mussolini, avec le titre Lui. Mussolini est représenté avec une énorme tête chauve et surmonté d'une couronne avec l'inscription « malheur à quiconque me touche », une énorme bouche et deux grands yeux laissant paraître la folie.
Après la fermeture de L'Asino, Galantara continue de créer des dessins satiriques pour le journal satirique antifasciste Il Becco Giallo, mais, en décembre 1926, il est arrêté et condamné à cinq ans de détention. En 1927, la peine est commuée en peine de probation, mais Galantara reste interdit de toute activité journalistique.